# عمر بن الخطاب (قرية)
قرية عمر بن الخطاب هي إحدى القرى التابعة لمركز بدر في محافظة البحيرة في جمهورية مصر العربية. حسب إحصاءات سنة 2006، بلغ إجمالي السكان في عمر بن الخطاب 2465 نسمة، منهم 1283 رجل و1182 امرأة.